# رچت و کلنک: سایز مترز
«رچت و کلنک: سایز مترز» (انگلیسی: Ratchet & Clank: Size Matters) یک بازی ویدئویی در سبک سکوبازی است که توسط سونی اینتراکتیو انترتینمنت و در سال ۲۰۰۷ و در پلت‌فرم‌های پلی‌استیشن ۲ و پلی‌استیشن همراه منتشر شده‌است.